# 太平莓
太平莓（学名：Rubus pacificus）为蔷薇科悬钩子属的植物，是中国的特有植物。分布于中国大陆的江苏、江西、湖南、福建、安徽、浙江等地，生长于海拔300米至1,000米的地区，一般生于杂木林、山地路旁及内，目前尚未由人工引种栽培。

## 异名
- Rubus pacificus Hance var. ningpoensis Focke